# Trinidad (Califórnia)
Trinidad é uma cidade localizada no estado americano da Califórnia, no condado de Humboldt. Foi incorporada em 7 de novembro de 1870.

## Geografia
De acordo com o United States Census Bureau, a cidade tem uma área de 1,7 km², onde 1,2 km² estão cobertos por terra e 0,5 km² por água.

### Localidades na vizinhança
O diagrama seguinte representa as localidades num raio de 32 km ao redor de Trinidad.

## Demografia
Segundo o censo nacional de 2010, a sua população é de 367 habitantes e sua densidade populacional é de 295,21 hab/km². É a cidade menos populosa do condado de Humboldt. Possui 252 residências, que resulta em uma densidade de 202,70 residências/km².

## Lista de marcos
A relação a seguir lista as entradas do Registro Nacional de Lugares Históricos em Trinidad.
- Holy Trinity Church
- Trinidad Head Light Station